# Mariannes bryllup
Mariannes bryllup er en dansk film fra 1958, instrueret og skrevet af Peer Guldbrandsen.

## Medvirkende
- Asbjørn Andersen
- Berthe Qvistgaard
- Birgitte Bruun
- Henning Moritzen
- Astrid Villaume
- William Rosenberg
- Klaus Pagh
- Aage Winther-Jørgensen
- Preben Lerdorff Rye
- Johannes Marott
- Svend Bille
- Minna Jørgensen
- Ego Brønnum-Jacobsen
- Karl Gustav Ahlefeldt
- Alex Suhr